# Anse-Bertrand
Anse-Bertrand – miasto i gmina na Gwadelupie (departament zamorski Francji). Według danych szacunkowych na rok 2008 liczy 4 940 mieszkańców..